# Митюг (приток Куножа)
Митюг — река в России, протекает в Бабушкинском районе Вологодской области. Левый приток реки Кунож.

## География
Река Митюг берёт начало в болоте Котниково. Течёт на юг. На реке расположена нежилая деревня Митюг. Устье реки находится в 21 км по левому берегу реки Кунож. Длина реки составляет 21 км, площадь водосборного бассейна — 93,7 км².

## Данные водного реестра
По данным государственного водного реестра России относится к Верхневолжскому бассейновому округу, водохозяйственный участок реки — Унжа от истока и до устья, речной подбассейн реки — Бассей притоков Волги ниже Рыбинского водохранилища до впадения Оки. Речной бассейн реки — (Верхняя) Волга до Куйбышевского водохранилища (без бассейна Оки).
Код объекта в государственном водном реестре — 08010300312110000014955.